# 森山公弥
森山 公弥（もりやま きみや、2002年4月4日 - ）は、福岡県飯塚市出身のプロサッカー選手。Jリーグ・愛媛FC所属。ポジションはディフェンダー（DF）。

## 略歴
アビスパ福岡のアカデミー出身。2020年8月、2021年からのトップチーム昇格内定が発表された。
2021年4月21日、ルヴァンカップ・グループA第3節のサガン鳥栖戦で先発出場しプロデビューを果たした。2022年9月7日、天皇杯準々決勝のヴァンフォーレ甲府戦でプロ初ゴールを決めた。
2023年は9月30日の対鹿島アントラーズでリーグ戦に初出場。同年のリーグ戦はこの1試合かつ2分のみの出場だったが、この年復活したルヴァンカップにおけるU-21先発出場ルールにより、プライムステージの全試合に先発出場、クラブの初優勝に貢献した。
2024年12月24日、愛媛FCへ期限付き移籍することが発表された。

## 所属クラブ
- 鯰田フットボールクラブ
- アビスパ福岡U-15
- アビスパ福岡U-18（福岡県立福岡魁誠高等学校）
- 2021年 -  アビスパ福岡
  - 2025年 -  愛媛FC（期限付き移籍）

## 個人成績
| 国内大会個人成績 | 国内大会個人成績 | 国内大会個人成績 | 国内大会個人成績 | 国内大会個人成績             | 国内大会個人成績 | 国内大会個人成績 | 国内大会個人成績 | 国内大会個人成績 | 国内大会個人成績 | 国内大会個人成績 | 国内大会個人成績 |
| 年度             | クラブ           | 背番号           | リーグ           | リーグ戦                     | リーグ戦         | リーグ杯         | リーグ杯         | オープン杯       | オープン杯       | 期間通算         | 期間通算         |
| 年度             | クラブ           | 背番号           | リーグ           | 出場                         | 得点             | 出場             | 得点             | 出場             | 得点             | 出場             | 得点             |
| 日本             | 日本             | 日本             | 日本             | リーグ戦                     | リーグ戦         | リーグ杯         | リーグ杯         | 天皇杯           | 天皇杯           | 期間通算         | 期間通算         |
| ---------------- | ---------------- | ---------------- | ---------------- | ---------------------------- | ---------------- | ---------------- | ---------------- | ---------------- | ---------------- | ---------------- | ---------------- |
| 2021             | 福岡             | 44               | J1               | 0                            | 0                | 2                | 0                | 1                | 0                | 3                | 0                |
| 2022             | 福岡             | 44               | J1               | 0                            | 0                | 5                | 0                | 4                | 1                | 9                | 1                |
| 2023             | 福岡             | 44               | J1               | 1                            | 0                | 6                | 0                | 0                | 0                | 7                | 0                |
| 2024             | 福岡             | 44               | J1               | 2                            | 0                | 2                | 0                | 1                | 0                | 5                | 0                |
| 2025             | 愛媛             | 44               | J2               |                              |                  |                  |                  |                  |                  |                  |                  |
| 通算             | 日本             | 日本             | J1               | 3                            | 0                | 15               | 0                | 6                | 1                | 24               | 1                |
| 通算             | 日本             | 日本             | J2               | \|\|\|\|\|\|\|\|\|\|\|\|\|\| |                  |                  |                  |                  |                  |                  |                  |
| 総通算           | 総通算           | 総通算           | 総通算           | 3                            | 0                | 15               | 0                | 6                | 1                | 24               | 1                |

出場歴
- Jリーグ初出場 - 2023年9月30日 J1第29節 鹿島アントラーズ戦 (ベスト電器スタジアム)
- Jリーグ初得点 - 2025年3月23日 J2第6節 北海道コンサドーレ札幌戦 (ニンジニアスタジアム)

## 代表歴
- 2020年 U-18日本代表

## タイトル

### クラブ
アビスパ福岡
- Jリーグカップ（2023年）